# U.K. (группа)
U.K. — британская рок-группа, игравшая прогрессивный рок, просуществовавшая с 1977 по 1980 годы, но оставившая заметный след в истории британской сцены прогрессив-рока. 

## История
Группа была основана вокалистом и бас-гитаристом Джоном Уэттоном, барабанщиком Биллом Бруфордом (оба бывшие участники King Crimson), клавишником и скрипачом Эдди Джобсоном (поздний Roxy Music и группа Фрэнка Заппы) и гитаристом Аланом Холдсуортом. Благодаря участию таких именитых музыкантов U.K. получила статус супергруппы. 
После записи первого альбома U.K. группу покинули Бруфорд и Холдсуорт, а место барабанщика занял Терри Боззио (ещё один выходец из группы Фрэнка Заппы). В таком составе были записаны ещё один студийный альбом Danger Money и один концертный альбом Night After Night.
В начале 1990-х была попытка воссоединения группы, Уэттон и Джобсон записали материал для третьего альбома, который должен был стать концептуальной работой о крахе коммунизма в Центральной Европе. Однако после записи дальнейшего сотрудничества не получилось, материал был забракован Джобсоном, после чего проект на долгое время оказался замороженным.
В 2011 году дуэт Джобсона и Уэттона провёл гастрольный тур, в котором место за барабанной установкой в разное время занимали Марко Миннманн (2011—2012), Гари Хасбенд (2012), Вирджил Донати (2014) и Терри Боззио (2012—2013), а в качестве гитариста был приглашён Алекс Махачек.

## Состав
Бывшие участники
- Джон Уэттон — вокал, бас-гитара (1977—1980, 2011—2015; умер в 2017)
- Эдди Джобсон — клавишные, скрипка (1977—1980, 2011—2015)
- Алан Холдсуорт — гитара (1977—1978)
- Билл Бруфорд — ударные (1977—1978)
- Терри Боззио — ударные (1978—1980, 2012—2013)

Бывшие гастрольные музыканты
- Алекс Махачек — гитара (2011, 2012—2015)
- Марко Миннманн — ударные (2011, 2013)
- Гари Хасбенд — ударные (2012)
- Вирджил Донати — ударные (2013, 2014)
- Майк Манджини — ударные (2015)

## Дискография
Студийные альбомы
- 1978 — U.K.
- 1979 — Danger Money

Концертные альбомы
- 1979 — Night After Night
- 1999 — Concert Classics, Vol. 4 (Live 1978)